# История почты и почтовых марок Египта
История почты и почтовых марок Египта, государства в Северной Африке и на Синайском полуострове Азии со столицей в Каире, подразделяется на несколько периодов.
Египет является членом Всемирного почтового союза (ВПС; с 1875). Современным почтовым оператором страны выступает Почта Египта.

## Развитие почты

### Домарочный период
В период правления Наполеона, в 1798—1800 годах, были впервые введены ручные почтовые штемпели. Известны ручные штемпели с надписью в одну строчку: «ALEXANDRIE» («Александрия»), «LE CAIRE» («Каир»), «BENESOUEF» («Бенесуэф»), «SIOUTH» («Сиут»).
В 1821 году итальянец Карло Мератти (Carlo Meratti) учредил первую почту в Египте. Это было частное предприятие, которое в 1842 году было названо итал. «Posta Europea» («Европейская почта»). В 1857 году египетское правительство поручило ему осуществлять все внутренние почтовые операции, для которых применялись марки частной почты. Затем египетское правительство выкупило почтовую концессию и 1 января 1865 года получило контроль над почтой, которая была переименована в «Poste vice-reali egizian» («Вице-королевская египетская почта»).
В 1875 году Египет вступил в ВПС.

## Выпуски почтовых марок

### Колониальный период

#### Первые марки
Первые египетские почтовые марки были выпущены 1 января 1866 года.

#### Последующие эмиссии
С 1868 года все надписи на почтовых марках были только на арабском языке, с 1872 года — на итальянском, а затем на французском языке и с 1914 года — на английском языке.
- Примеры почтовых марок колониального Египта
- 1867 (SG #14)
- 1914

### Независимость
После обретения в 1922 году независимости (от Британской империи) использовались почтовые марки с надписью англ. «Egypt Post» («Почта Египта»).
По случаю революции 1952 года увидел свет особый памятный выпуск.
С марта 1958 года по сентябрь 1971 года на почтовых марках надписи на арабском и английском языках «United Arab Republic» («Объединённая Арабская Республика») или чаще «UAR» («ОАР»).
- Примеры почтовых марок независимого Египта
- 1926: король Ахмед Фуад I
- 1945: создание Лиги арабских государств
- 1952: победа Июльской революции в Египте
- 1958: создание Объединённой Арабской Республики

## Другие виды почтовых марок

### Служебные
В 1907—1922 годах в Египте использовались бесплатные служебные марки, которые производились при помощи надпечатки «O. H. H. S.» («Для службы его величества») на почтовых марках разных лет, в том числе 1888 года.

## Египетская почта за границей
Египетской почтовой администрацией были открыты в XIX веке почтовые отделения в Судане, Османской империи и в Восточной Африке. Там не использовались специальные почтовые марки, в обращении были обычные египетские марки, поэтому их можно идентифицировать только по почтовым штемпелям, которыми были погашены марки. Штемпели были круглой формы с надписью в верхней части на французском языке «Вице-королевская египетская почта» и указанием названия соответствующего почтового отделения в нижней части.

### Судан
Согласно архивным документам, всего в Судане были открыты 27 почтовых отделений — но гашения известны только 11 из них (Абу-Хамед, Бербера, Вади-Хальфа и другие). В период с 1867 года по 1897 год в Судане были в обращении египетские почтовые марки.

### Османская империя
Всего на территории Османской империи были открыты 20 почтовых отделений: они работали в городах, которые теперь принадлежат Турции, Греции, Ливану, Саудовской Аравии, Израилю, Сирии: Александретта, Бейрут, Хиос, Дарданеллы, Джидда, Галлиполи, Яффа и другие. Эти отделения были открыты всего лишь несколько лет в период 1865—1881 годов.
В 1865 году в Константинополе была учреждена местная компания по доставке почты Liannos et Cie, в функции которой входила доставка прибывающих в город почтовых отправлений, адреса на которых не были указаны на арабском языке, поскольку сотрудники Османской почтовой службы не могли их прочитать. В 1866 году от имени работавшего в городе египетского почтового отделения для решения той же проблемы была учреждена вторая служба. Обе эти службы просуществовали недолго.

### Восточная Африка
Четыре почтовых отделения были открыты на территории, которая ныне входит в состав Сомали, Эфиопии (Харэр) и одно — на территории нынешней Эритреи (в Массауа). Они функционировали в период с 1867 года по 1885 год.

## Выпуски Компании Суэцкого канала
В 1868 году Компанией Суэцкого канала были выпущены марки для почтовой связи между Порт-Саидом и Суэцем до того, как эта служба была включена в египетские почтовые службы.

## Иностранные почтовые отделения
На египетской территории работали британские, французские, итальянские, австрийские, российские и греческие почтовые отделения, особенно в Александрии и Порт-Саиде.

## Выпуски британских войск в Египте
По заключённому между Великобританией и Египтом почтовому соглашению с 1 ноября 1932 года по 29 февраля 1936 года находившиеся в Египте военнослужащие британской армии и члены их семей имели льготу по оплате услуг почтовой связи с родиной: вместо египетских почтовых марок на обратной стороне конвертов отправляемой ими корреспонденции наклеивались специальные наклейки с текстом «BRITISH FORCES IN EGYPT» («Британские войска в Египте»), а на адресной стороне ставился штамп с текстом «EGYPT. POSTAGE PAID» («Египет. Тариф оплачен»). Всего было выпущено 11 наклеек. В 1936 году на замену им были выпущены специальные египетские почтовые марки для британских войск с надписью «ARMY POST EGYPT» («Египет. Воинская почта»). Эти марки были изъяты из почтового обращения в апреле 1941 года, а само почтовое соглашение было расторгнуто в октябре 1951 года.

## Прочее
На марках Египта, как и на марках ряда других мусульманских стран, указывается наступающий год Хиджры, начало которого приходится на 1 мухаррама — первого месяца лунного календаря Хиджры. Так, в 1975 году был указан 1395 год.